# Prisrevolutionen
Prisrevolutionen kallas den långvariga period av inflation i Europa som var som starkast under 1500-talet. Inflationen anses främst ha orsakats av en stor införsel av guld och silver från Nya världen, speciellt silver från Peru, som började föras in i stora kvantiteter från 1545. Inflödet gjorde att Västeuropa upplevde en kraftig allmän prisstegring med en tredubbling av priserna på 150 år. Silvrets köpkraft sjönk till en tredjedel av sitt värde som det haft innan införseln från Amerika. Enligt Jean Bodin fanns det för mycket betalningsmedel i förhållande till den tillgängliga mängden varor.[källa behövs]
Priserna ökade dock redan innan den stora transatlantiska införseln av ädelmetaller, mycket då silverproduktionen i Centraleuropa mellan 1460 och 1530 femfaldigades.[källa behövs] Denna införsel underminerade de etablerade priserna som varit relativt stabila sedan den senaste uppgången i silverutvinning 1170–1320.[källa behövs] Urbaniseringen ledde till ökad handel mellan Europas regioner, vilket gjorde att priserna påverkades av förändringar i efterfrågan på olika platser. Detta gjorde också att silvret rörde sig från Spanien genom västra och centrala Europa. Även handeln med Asien främjades, eftersom silvret kunde användas för betalning av varor, såsom siden, porslin och te. Ökad handel och tillgänglighet på tillverkade varor och lyxvaror, speciellt under 1500-talet, uppmuntrade också till att höja arrendena och ta in dessa som kontanter istället för in natura, vilket gjorde avgifterna för arrendatorerna påverkades av den allmänna inflationen.
Inflationen dämpades då införseln av ädelmetaller till slut minskade i början av 1600-talet, och priserna låg därefter kvar på ungefär samma nivå fram till slutet av 1700-talet.